# Peter Szatmari
|  | Aquest article tracta sobre un investigador canadenc. Si cerqueu un geòleg hongarés, vegeu «Peter Szatmari (geòleg)». |

Peter Szatmari (nascut el 1950) és un investigador canadenc sobre l'autisme i la síndrome d'Asperger.
Szatmari és professor i vice-catedràtic d'investigació del Departament de Psiquiatria i Neurociències del Comportament de la Universitat McMaster. També és el director del programa de formació investigadora del departament i membre del Centre Offord for Child Studies. El Dr. Szatmari és editor de la revista Evidence Based-Mental Health i treballa en els consells editorials de diverses revistes.
Szatmari és conegut pels seus escrits sobre la genètica dels Aspergers, estudis infantils i estudis de PET i MRI. També és conegut pels seus criteris de diagnòstic per a la síndrome d'Asperger.
Szatmari va ajudar a establir l'equip del trastorn generalitzat del desenvolupament (TGD) a Chedoke Child and Family Center, un programa regional de diagnòstic i tractament per a nens amb diagnòstic de TGD a Hamilton, Ontario.
Actualment, Szatmari forma part del Autism Genome Project (projecte del Genoma de l'Autisme).

## Criteris de diagnòstic per a la síndrome d'Asperger
Els criteris de diagnòstic del Dr. Szatmari van ser publicats el 1989 i cobreixen cinc àrees principals: 
- soledat (és a dir, falta d'amics),
- alteració de la interacció social (és a dir, dificultat de relacionar-se amb els altres),
- alteració de la comunicació no verbal (és a dir, no entenen el llenguatge corporal),
- ús diferent de les paraules,
- que la síndrome d'Asperger no compleix els criteris per al trastorn de l'autisme tal com es defineix en el DSM-III-R.[3]

Szatmari suggereix que la síndrome d'Asperger va ser promoguda com un diagnòstic per provocar més investigacions sobre la síndrome: «Es va introduir en els sistemes de classificació oficial el 1994 i ha crescut en popularitat com a diagnòstic, tot i que la seva validesa no s'ha establert clarament. Per assenyalar que es va introduir no tant com una indicació del seu estatus com un trastorn "veritable", sinó més per estimular la recerca ... la seva validesa és molt qüestionada».